# One Year Mission

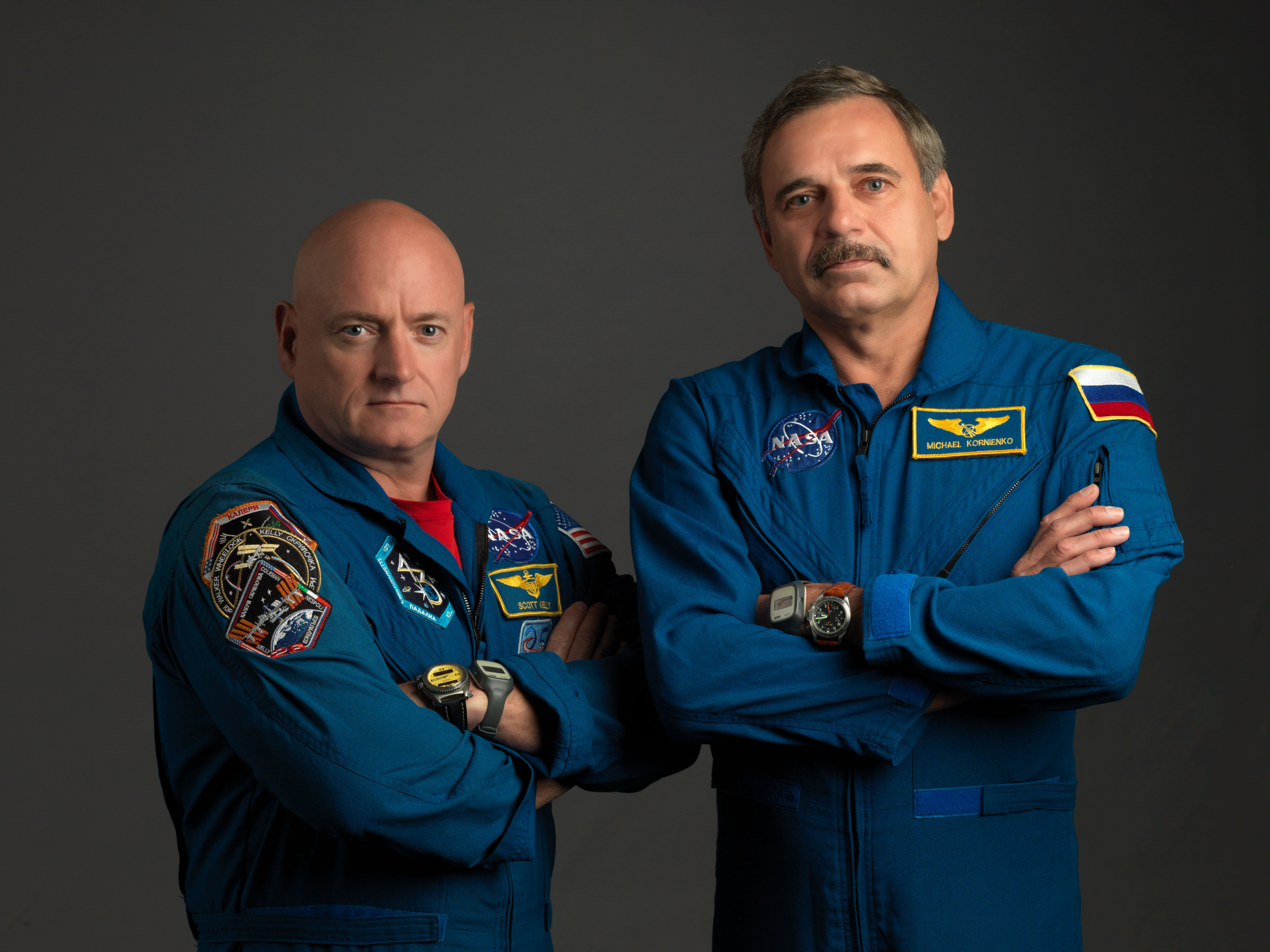
Scott Kelly (sinistra) e Michail Kornienko

La One Year Mission è una missione spaziale di un anno svolta dall'astronauta Scott Kelly della NASA e dal cosmonauta Michail Kornienko di Roscosmos tra il 27 marzo 2015 e il 2 marzo 2016 (340 giorni) a bordo della Stazione spaziale internazionale (ISS).

## Storia

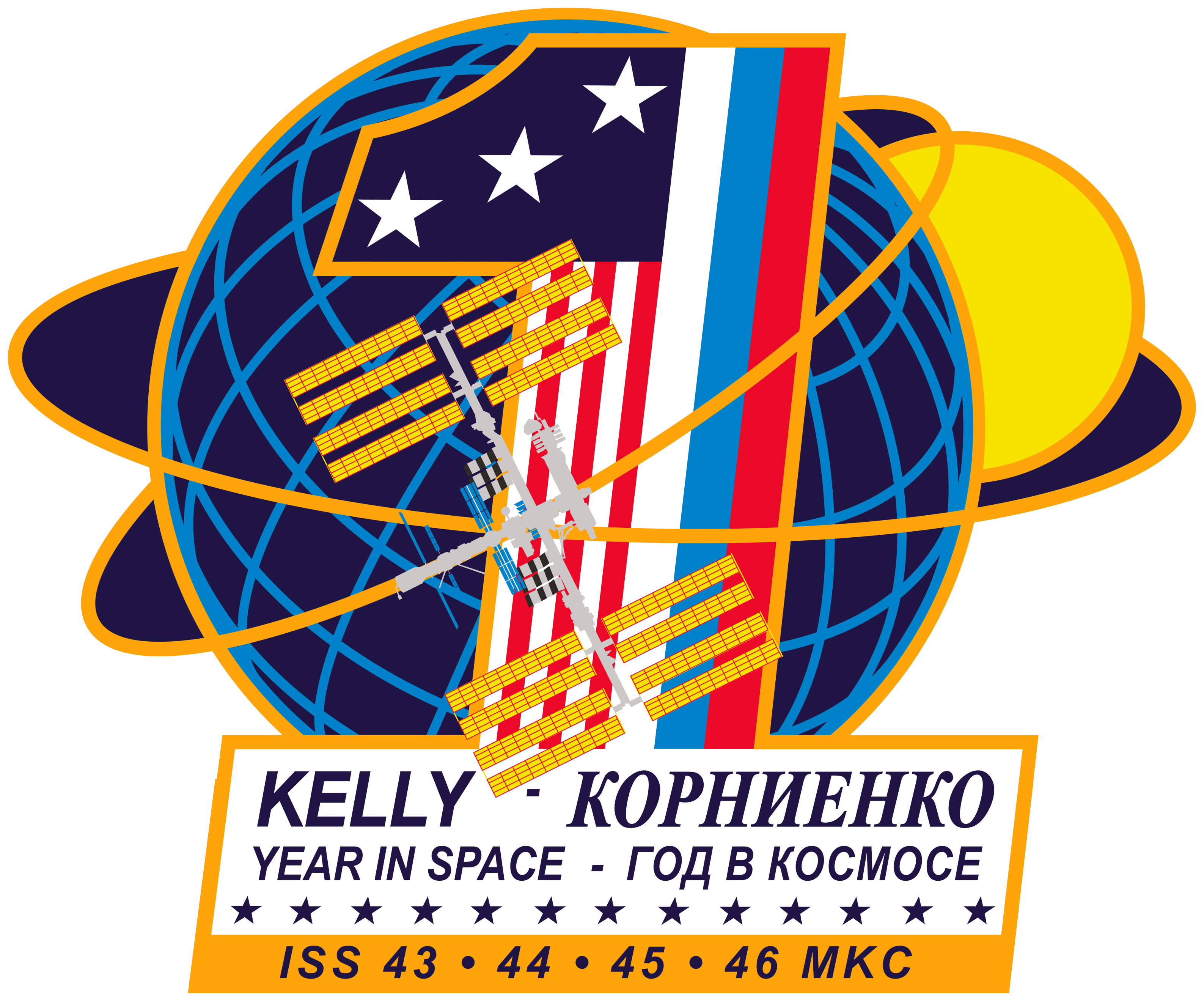
Stemma della One Year Mission

Nel 2012 NASA e Roscosmos hanno assegnato Scott Kelly e Michail Kornienko all'equipaggio della missione di un anno, circa il doppio del tempo di una tipica missione sulla ISS. Entrambi erano veterani delle missioni spaziali con circa 180 giorni nello spazio ciascuno; Kelly aveva partecipato a tre missioni, di cui due sullo Shuttle e una di lunga durata sulla, mentre Kornienko aveva partecipato ad una sola missione di lunga durata. Sono partiti il 27 marzo 2015 a bordo della Sojuz TMA-16M con il comandante Gennadij Padalka, andando ad unirsi ai colleghi dell'Expedition 43 a bordo della ISS. Durante la permanenza di un anno l'equipaggio ha partecipato alle Expedition 43/44/45/46, tornando poi sulla Terra a bordo della Sojuz TMA-18M con il comandante Sergej Volkov. Kelly e Kornienko hanno svolto centinaia di esperimenti, compresi quelli specifici della One Year Mission e, per Kelly, anche quelli dello Twins Study.

## Ricerche scientifiche One Year Mission
Gli studi svolti durante la One Year Mission stanno aiutando a comprendere meglio le sfide mediche, psicologiche e biomediche che dovranno affrontare gli astronauti durante una futura missione di lunga durata, ad esempio verso Marte. Dall'inizio dell'era spaziale fino ai nostri giorni sono state poche le missioni di durata uguale o maggiore di un anno nello spazio e perciò si conosce ancora relativamente poco di come il corpo umano cambia restando in orbita così a lungo. Durante la missione sia Kelly che Kornienko si sono sottoposti agli stessi esperimenti e i dati raccolti sono stati condivisi tra Stati Uniti e Russia, dimostrando che la collaborazione negli esperimenti può ridurre i costi e migliorare l'efficienza, anche durante nelle future missioni sulla ISS.

## Ricerche scientifiche Twins Study

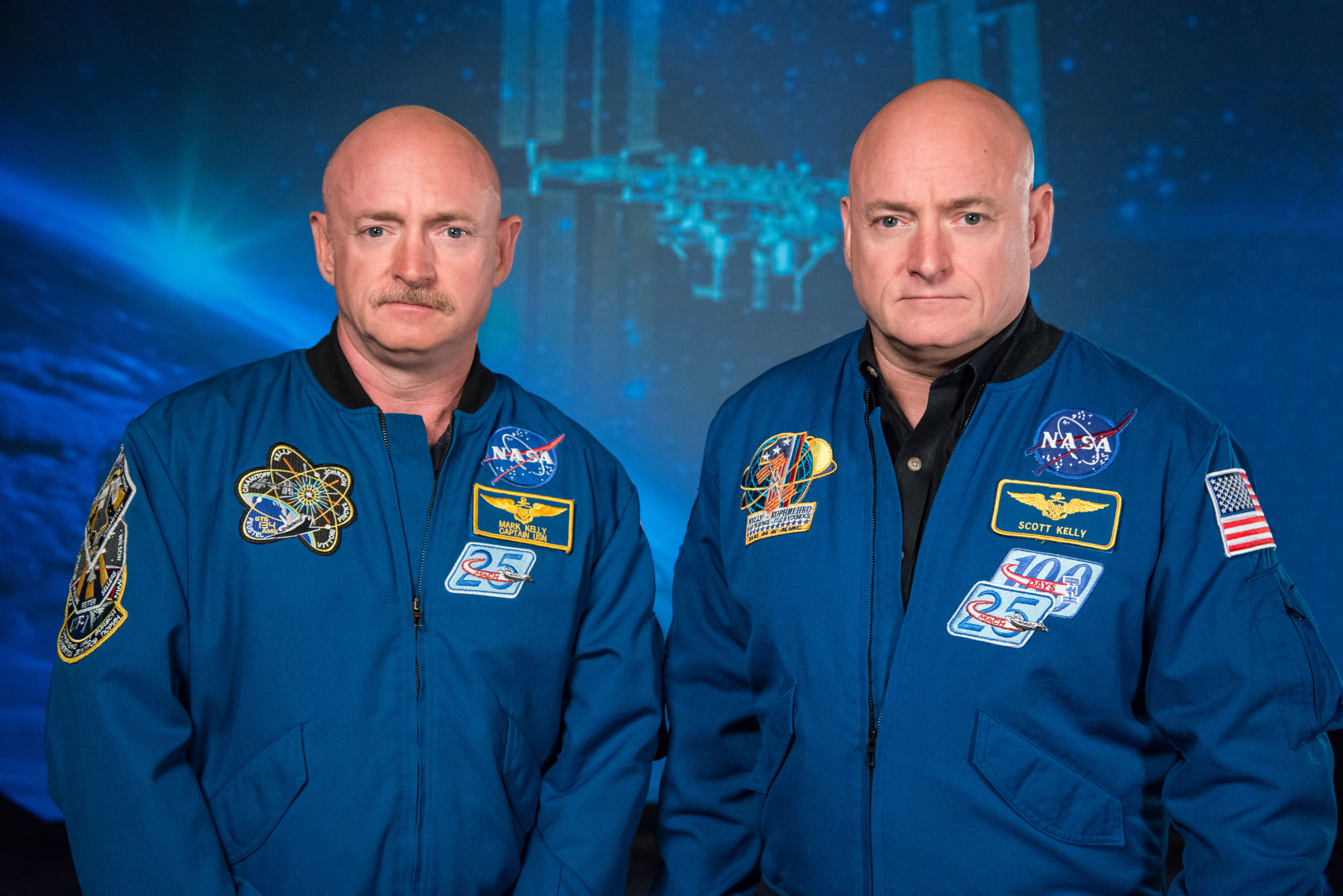
Mark (sinistra) e Scott Kelly

Scott Kelly era stato scelto per questa missione anche per il fatto di avere un gemello, Mark Kelly. Oltre ad essere geneticamente simili, Scott e Mark hanno condotto la propria vita, dal punto di vista professionale, in modo quasi identico, diventando piloti navali, piloti collaudatori, astronauti e infine viaggiatori nello spazio. I ricercatori della NASA hanno quindi avviato lo Twins Study (letteralmente lo Studio dei gemelli) per capire che cambiamenti produce il volo spaziale sul corpo umano, potendo prelevare campioni pre, durante e post-volo sia a Scott (nello spazio) che a Mark (sulla Terra). Lo Twins Study ha permesso ai ricercatori dell'Human Research Program della NASA di collaborare e confrontarsi nei seguenti 10 campi scientifici:
- Biochimico
- Cognitivo
- Espressione genetica
- Epigenomica
- Immunologia
- Omica integrativa
- Metabolomica
- Microbioma
- Proteomica
- Telomeri

### Biochimico
L'indagine sul Profilo Biochimico ha rilevato che la massa corporea di Scott Kelly è diminuita durante il volo. Sebbene il suo acido folico fosse basso nelle analisi pre-volo, durante il volo è aumentato, probabilmente dovuto ad una migliore dieta. La diminuzione della massa corporea e l'aumento dell'acido folico coincidono con l'allungamento dei telomeri riscontrata nella ricerca scientifica Telomeri. L'ipotesi più probabile è che uno stile di vita più sano potrebbe aver portato all'allungamento dei telomeri.

### Cognitivo
La ricerca scientifica Cognitiva ha eseguito dieci esperimenti scientifici sui gemelli eseguito che coprono un'ampia gamma di domini cognitivi. Questi test sono stati condotti più volte durante le fasi di pre-volo, volo e post-volo della missione. È stato individuato che l'aumento della durata della missione da sei mesi a un anno non ha provocato riduzioni significative della performance cognitiva di Scott durante il volo rispetto al fratello gemello Mark sulla Terra. Tuttavia, è stata individuata una diminuzione della velocità e della precisione post-volo, com'è normale a seguito delle missioni spaziali di lunga durata. Le cause più probabili sono la riesposizione e l'adattamento alla gravità terrestre, e il fitto programma svolto da Scott dopo la missione.

### Espressione Genetica
La ricerca scientifica sull'espressione genetica ha studiato le dinamiche genetiche, epigenetiche e trascrizionali di ogni gemello. Scoprendo come i viaggi spaziali influenzano i cambiamenti chimici nell'RNA e nel DNA, sono stati individuati nuovi "geni spaziali" che indicano stress e cambiamenti cellulari correlati ai valori osservati da altri ricercatori nel Twins Study. Il sequenziamento dell'intero genoma ha mostrato che ogni gemello ha centinaia di mutazioni uniche nel proprio genoma e che alcune di esse sono state rilevate solo dopo il volo spaziale, circolando nel sangue come "DNA privo di cellule". Queste mutazioni potrebbero essere causate dallo stress del viaggio spaziale, che può comportare cambiamenti nelle vie biologiche di una cellula e l'espulsione del DNA e dell'RNA. Tali azioni possono innescare l'assemblaggio di nuove molecole, come un grasso o una proteina, la degradazione cellulare o l’attivazione e disattivazione dei geni, che cambiano la funzione cellulare. Sono state trovate delle risposte significative per almeno cinque vie biologiche in Scott durante il suo periodo nello spazio: ipossia (probabilmente dalla mancanza di ossigeno e per alti livelli di CO2); stress mitocondriale e aumento dei livelli di mitocondri nel sangue (indicano danni alle "centrali elettriche delle cellule"); lunghezza dei telomeri, danni al DNA e riparazione del DNA (probabilmente dalle radiazioni e restrizioni caloriche); collagene, coagulazione del sangue e formazione ossea (probabilmente dallo spostamento dei fluidi e dalla microgravità); e l'attività immunitaria iperattiva (dal nuovo ambiente). Sebbene il 93% dell'espressione genetica è tornata normale a seguito del volo, un sottoinsieme di diverse centinaia di "geni spaziali" era ancora disgregato dopo il ritorno sulla Terra.

### Epigenomica
La ricerca Epigenomica valuta come i cambiamenti chimici nel genoma influenzati dall'ambiente variano tra i gemelli durante la missione. È stato scoperto che i cambiamenti epigenetici rilevati in Scott durante il volo spaziale erano molto simili a quelli riscontrati sul gemello sulla Terra; tuttavia, in due popolazioni di globuli bianchi in zone specifiche del genoma, sono state trovate delle modifiche chimiche (metilazione) nel DNA di Scott dovute al volo, coerenti entro certi limiti con le misurazioni dell'altro gemello. Nonostante ciò, i valori sono tornati normali dopo il rientro sulla Terra. Questi risultati hanno dimostrato l'utilità di svolgere delle misurazioni epigenomiche negli astronauti durante le missioni spaziali di lunga durata per valutare i potenziali danni del genoma durante il volo.

### Immunologia
I gemelli sono stati sottoposti al vaccino antinfluenzale nei periodi pre-volo, in volo (per Scott) e post-volo, a intervalli di un anno. A seguito di ogni vaccinazione, entrambi i gemelli hanno avuto una maggiore risposta delle cellule immunitarie all'influenza con livelli comparabili; questa era la giusta reazione del corpo umano per contrastare il virus influenzale. Anche i vaccini antinfluenzali del secondo anno, a Terra e nello spazio, hanno dato risposte immunitarie simili in entrambi i gemelli, portando alla conclusione che il vaccino antinfluenzale somministrato a bordo della ISS produce gli stessi effetti di quelli somministrati sulla Terra.

### Omica integrativa
La ricerca Omica integrativa ha riscontrato alterati livelli di un pannello lipidico in Scott che indicavano un'infiammazione mentre era nello spazio e anche i dati di Mark indicavano un'infiammazione simile, anche se inferiore. Sono stati quindi misurati i livelli di citochina, cioè quelle proteine che hanno un effetto sull'interazione cellulare nei marcatori del sangue e che indicano la presenza di un'infiammazione e sono stati riscontrati due forti indicatori di infiammazione in Scott. Uno era un picco in un gruppo di citochine subito dopo il suo ritorno sulla Terra che rimase elevato anche per i sei mesi successivi. L'altro era un insieme di citochine elevati sia prima del volo e sia durante la missione. Inoltre, sono stati trovati livelli elevati di alcune proteine conosciute per aiutare a mantenere l'attività normale dell'insulina.

### Metabolomica
Nella ricerca sulla Metabolomica sono stati studiati i marcatori metabolomici e genomici dell'aterosclerosi (l'indurimento e ispessimento delle arterie) per esaminare come l'infiammazione e lo stress ossidativo durante il volo spaziale influenzi la struttura e la funzione vascolare. I gemelli hanno subito test ad ultrasuoni alle arterie e hanno fornito campioni di sangue e urina per tutta la durata della missione. I biomarcatori dell'infiammazione sono risultati elevati e la parete dell'arteria carotidea di Scott si è inspessita durante e subito dopo la missione, mentre non sono stati osservati cambiamenti al riguardo in Mark. Si deve ancora determinare se questo adattamento sia reversibile o è indicativo di una progressione accelerata dell'aterosclerosi in Scott rispetto che in Mark. 

### Microbioma
La comunità batterica che vive nel tratto gastrointestinale gioca un ruolo importante nella salute umana. Per questo motivo sono stati svolte delle ricerche sui microbiomi dei gemelli, pre, durante e post-volo. Si sono riscontrate differenze rilevanti tra i gemelli ad ogni controllo e ciò non è stato del tutto inaspettato, date le differenze nella dieta, nell'ambiente e nei livelli di immunità individuali tra i gemelli. Le specie microbiche di Scott durante la missione erano diverse da quelle pre-volo e in particolare si è riscontrata una diminuzione del phylum batterico Bacteroides. Nonostante ciò, i cambiamenti non persisterono al ritorno di Scott sulla Terra. Nel complesso, i cambiamenti osservati in volo non erano maggiori di quelli che potrebbero verificarsi ad una persona, sulla Terra, che varia la sua dieta o contragga una malattia.

### Proteomica
Nella ricerca Proteomica sono state studiate le proteine presenti nelle urine (Proteomica Urinaria) per vedere se le vie proteiche possono adattarsi al volo spaziale come risposta agli spostamenti dei fluidi. Le proteine identificate nei campioni di urina possono essere usati come biomarcatori; possono infatti indicare delle manifestazioni fisiologiche del volo spaziale, come il decondizionamento muscolare e osseo, i cambiamenti metabolici e cardiovascolari. Si è scoperto che le proteine coinvolte nella regolazione dei fluidi e nella formazione muscolo-scheletrica sono state escrete differentemente durante il volo spaziale, rispetto a Mark sulla Terra. Ad esempio, è stata scoperta che una proteina, l'AQP2, era elevata nelle urine raccolte da Scott nello spazio e questo aumento era correlato con i livelli più elevati di sodio plasmatico durante il volo. L'AQP2 regola il riassorbimento dell'acqua nel corpo ed è un indicatore utile dello stato di idratazione o disidratazione.

### Telomeri
I telomeri proteggono o "tappano" le estremità dei cromosomi, e diminuiscono di lunghezza all'aumentare dell'età. Si è riscontrato che i telomeri di Scott aumentarono significativamente di lunghezza mentre era nello spazio mentre le misurazioni post-volo hanno mostrato che la lunghezza dei suoi telomeri è diminuita entro 48 ore dall'atterraggio, per poi stabilizzati a livelli quasi di pre-volo. Sulla terra, la lunghezza dei telomeri di Mark è rimasta relativamente stabile. I motivi dell'allungamento dei telomeri di Scott nello spazio sono ancora sotto inchiesta, ma si pensa possa essere dovuto al rigoroso esercizio fisico e il limitato apporto calorico mentre sulla ISS.

## Missioni precedenti simili

### Missioni spaziali
Prima della One Year Mission ci sono state tre missioni spaziali di lunghezza uguale o maggiore, tutte svolte a bordo della Mir da cosmonauti russi. Il record lo detiene Valerij Poljakov con 437 giorni continuativi nel 1994/1995; il secondo posto lo ricopre Sergej Avdeev con 379 giorni nel 1998/1999 e per ultimi con 365 giorni Vladimir Titov e Musa Manarov. Sulla ISS la permanenza più lunga al 2016 era quella di Michael López-Alegría e Michail Tjurin con 215 giorni, ma alla fine dello stesso anno Peggy Whitson ha partecipato a tre Expedition accumulando 289 giorni continuativi. 

### Missioni analoghe sulla Terra
La missione analoga Mars-500 ha simulato sulla Terra un viaggio di 520 giorni verso Marte, atterraggio sul pianeta e ritorno sulla Terra nel 2010/2011.